# Изгубљена срећа
„Изгубљена срећа“ је југословенски филм из 1976. године. Режирао га је Србољуб Станковић, а сценарио је писао Александар Поповић.

## Улоге
| Глумац            | Улога        |
| ----------------- | ------------ |
| Зоран Радмиловић  | Драги        |
| Ташко Начић       | Качерац      |
| Бора Тодоровић    | Марковић     |
| Добрила Матић     | Савета       |
| Светлана Бојковић | Деса         |
| Никола Милић      | Груја        |
| Милутин Бутковић  | Тома         |
| Боро Стјепановић  | Рајко        |
| Зорица Шумадинац  | Малина       |
| Петар Краљ        | Митрашиновић |